# Roland Borén

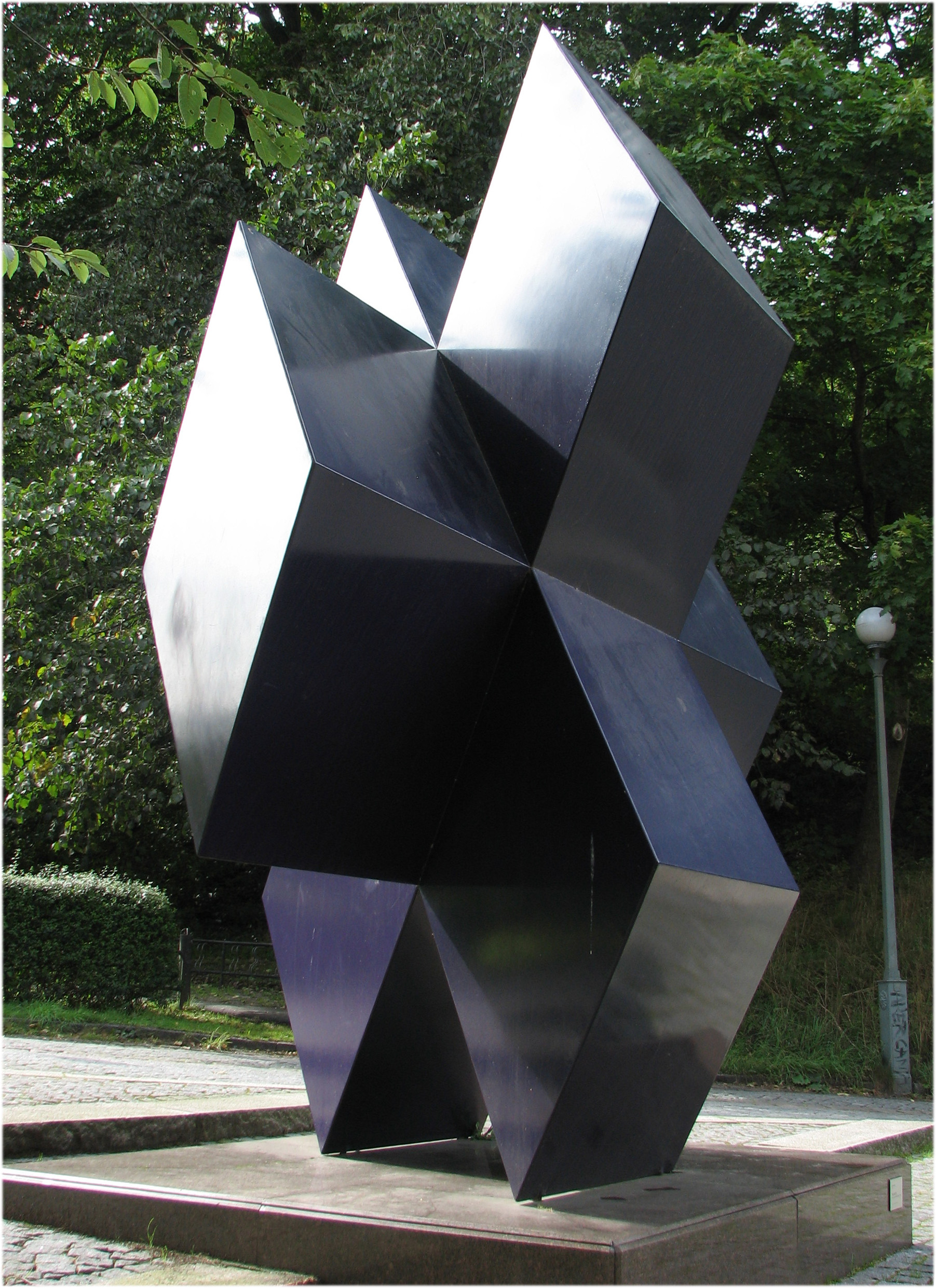
Skulpturen Incantatio i Göteborg.

Roland Martin Borén, född 11 augusti 1956 i Stockholm, är en svensk skulptör.
Roland Borén utbildade sig på Grundskolan för konstnärlig utbildning i Stockholm 1978–81, i skulptur på Konstskolan Idun Lovén i Stockholm 1981–83 och på Valands konsthögskola 1983–88, samt i fri konst och nya medier på Valands konsthögskola 1997–98.
Han fick Bærtlingstipendiet 1985 och Edstrandska stiftelsens stipendium 1992. Han bor och arbetar i Göteborg och finns representerad vid bland annat Göteborgs konstmuseum

## Offentliga verk i urval
- Incantatio, 1992, entrén till Artisten, Högskolan för scen och musik vid Göteborgs universitet
- Komposition VI, målad plåt, 1993, Högskolan Väst i Vänersborg